# زمین‌لرزه مارس ۲۰۰۴ ترکیه
زمین‌لرزه ترکیه  در تاریخ ۲۵ مارس ۲۰۰۴ میلادی، برابر با ‎۶ فروردین ۱۳۸۳، ساعت ۱۹:۳۰:۴۹ به زمان یوتی‌سی در ترکیه رخ داد. ژرفای این زلزله ۵۶٫۳ کیلومتر بود، و بزرگی آن ۵٫۶ در مقیاس Mw اعلام شده‌است. زمین‌لرزه به وقت محلی در روز پنج‌شنبه، ساعت ۲۱ روی داده و منطقه زمانی آن یوتی‌سی +۲ بوده‌است (با لحاظ تغییر ساعت تابستانی).
سازمان زمین‌شناسی آمریکا نیز رومرکز این زمین‌لرزه را در مختصات ۳۹°۵۵′۴۸″شمالی ۴۰°۴۸′۴۳″شرقی / ۳۹٫۹۳°شمالی ۴۰٫۸۱۲°شرقی و ژرفای آنرا در ۱۰ کیلومتر گزارش کرده‌است. بزرگی برگزیدهٔ این سازمان از میان بزرگیهای محاسبه‌شدهٔ مختلف ۵٫۶ در مقیاس Mw بوده و از دید اثر، در میان چهار دسته‌بندی «نامحسوس»، «محسوس»، «زیان‌آور» یا «با تلفات»، زلزله را «با تلفات» اعلام کرده‌است.
پروژهٔ «تنسور گشتاور مرکزوار» زاویه‌های (راستا، شیب، ریک) گسل سازندهٔ زمین‌لرزه و صفحه عمود بر آنرا (°۲۸۰، °۸۰، °۱۷۳-) یا (°۱۸۸، °۸۳، °۱۰-) و نوع گسل را «امتدادلغز» فرارسانده‌است.
شمار کشتگان زلزله حدود ۱۰ نفر بوده‌است.تعداد زخمیان ۴۶ نفر برآورده شده‌است.